# Antigo Prédio do Arquivo Público do Estado do Espírito Santo

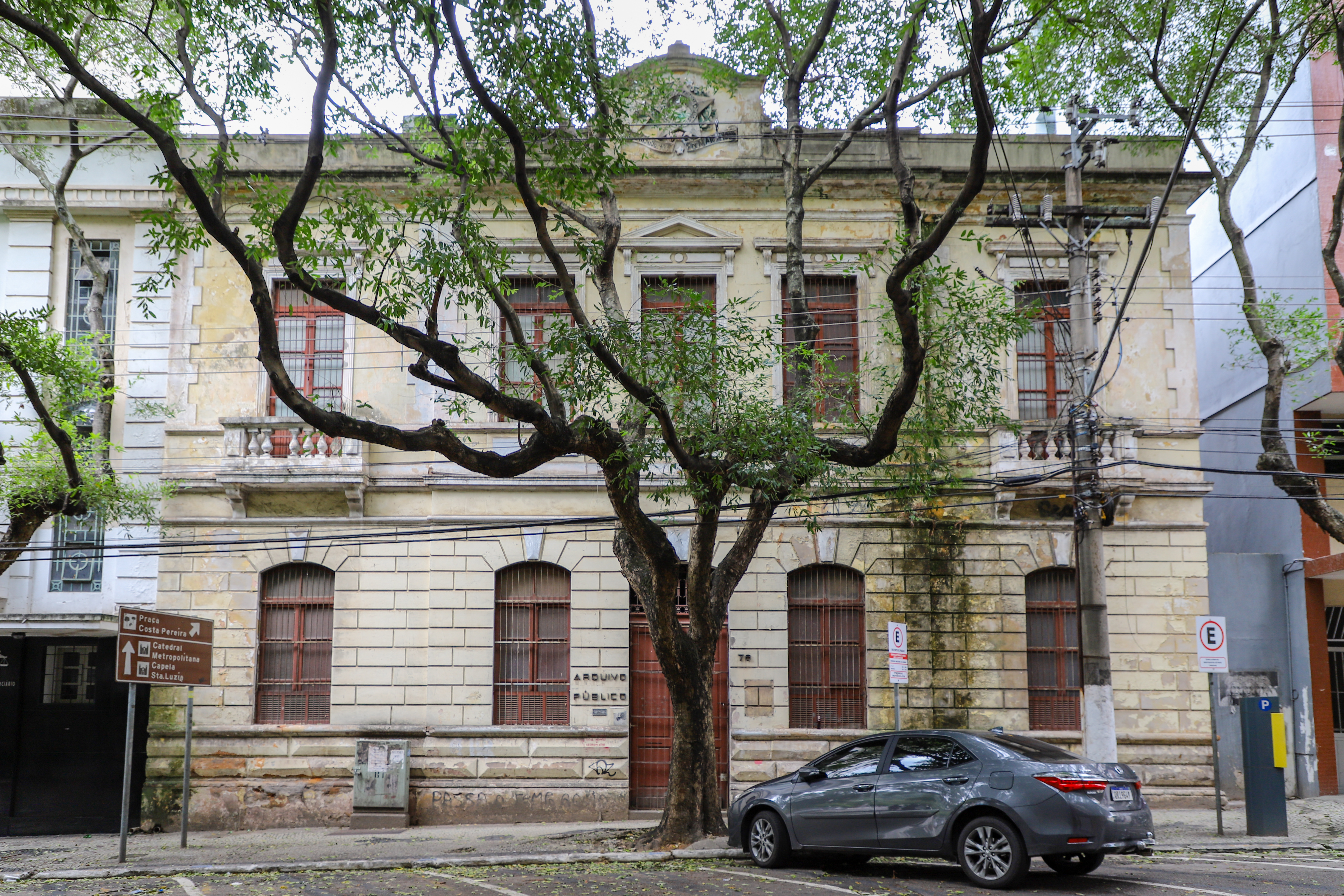
Antigo Edifício do Arquivo Público do Estado do Espírito Santo

Edifício tombado pelo Conselho Estadual de Cultura do Espírito Santo, situado na Cidade Alta do Centro Histórico de Vitória.

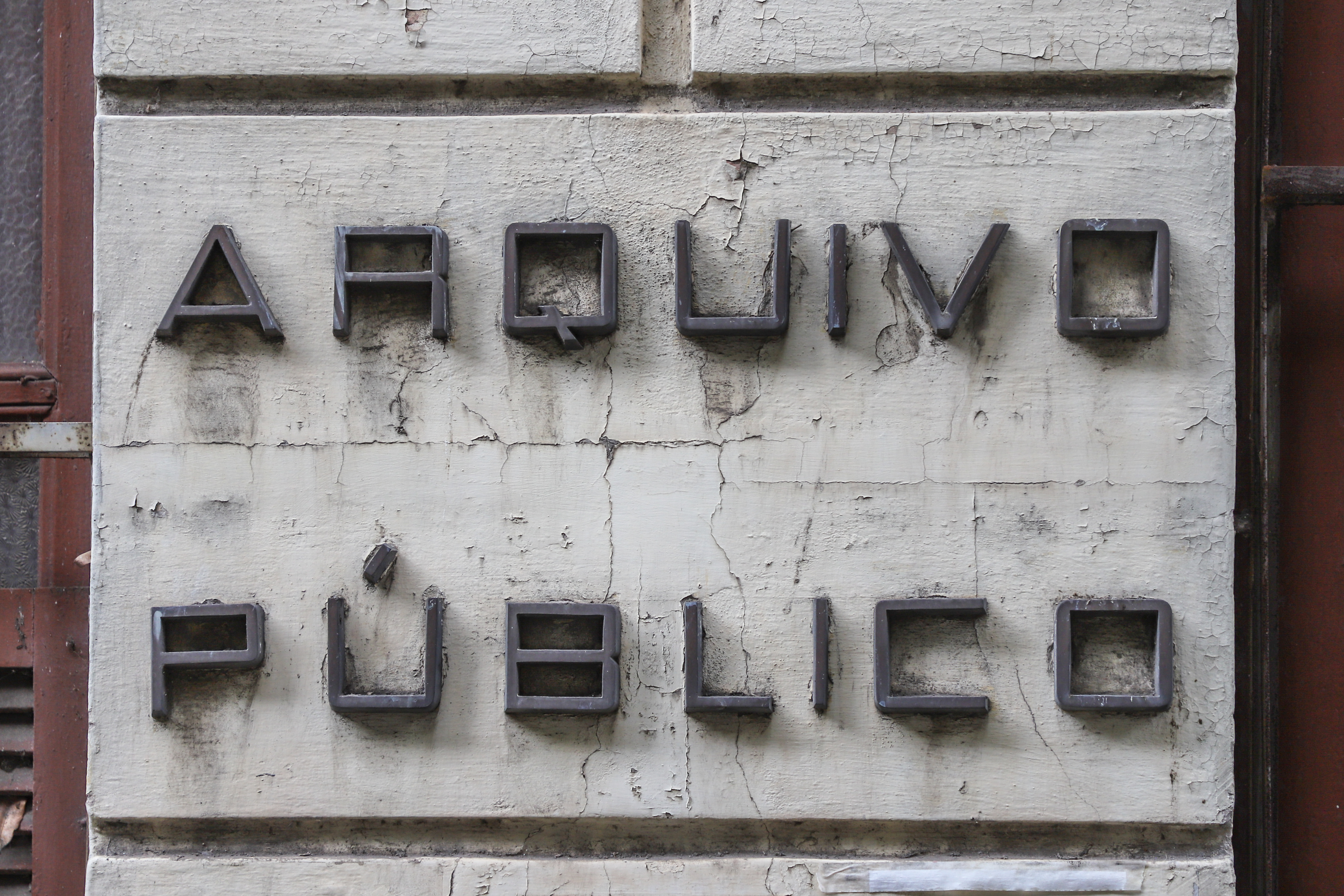
Identificação, na fachada.

Construído entre os anos de 1924 e 1926, por iniciativa do governador do estado Florentino Avidos, especialmente para abrigar o Arquivo Público do Estado do Espírito Santo (instituição que havia sido criada originalmente no ano de 1908). Está situado na rua Pedro Palácios, que liga diretamente o Palácio Anchieta à Catedral Metropolitana.
Na época, foi também deslocado para este prédio a Biblioteca Pública do Estado. A Biblioteca Pública funcionou nestas dependências até o ano de 1979, quando foi deslocada para o bairro Praia do Suá, em Vitória-ES.
Quando de sua construção, a Pedro Palácios já era uma via dominada por sobrados de configuração tradicional, sendo assim, o prédio do Arquivo Público se destacou por sua discreta austeridade, inspirada nos modelos de linguagem clássica renascentista.

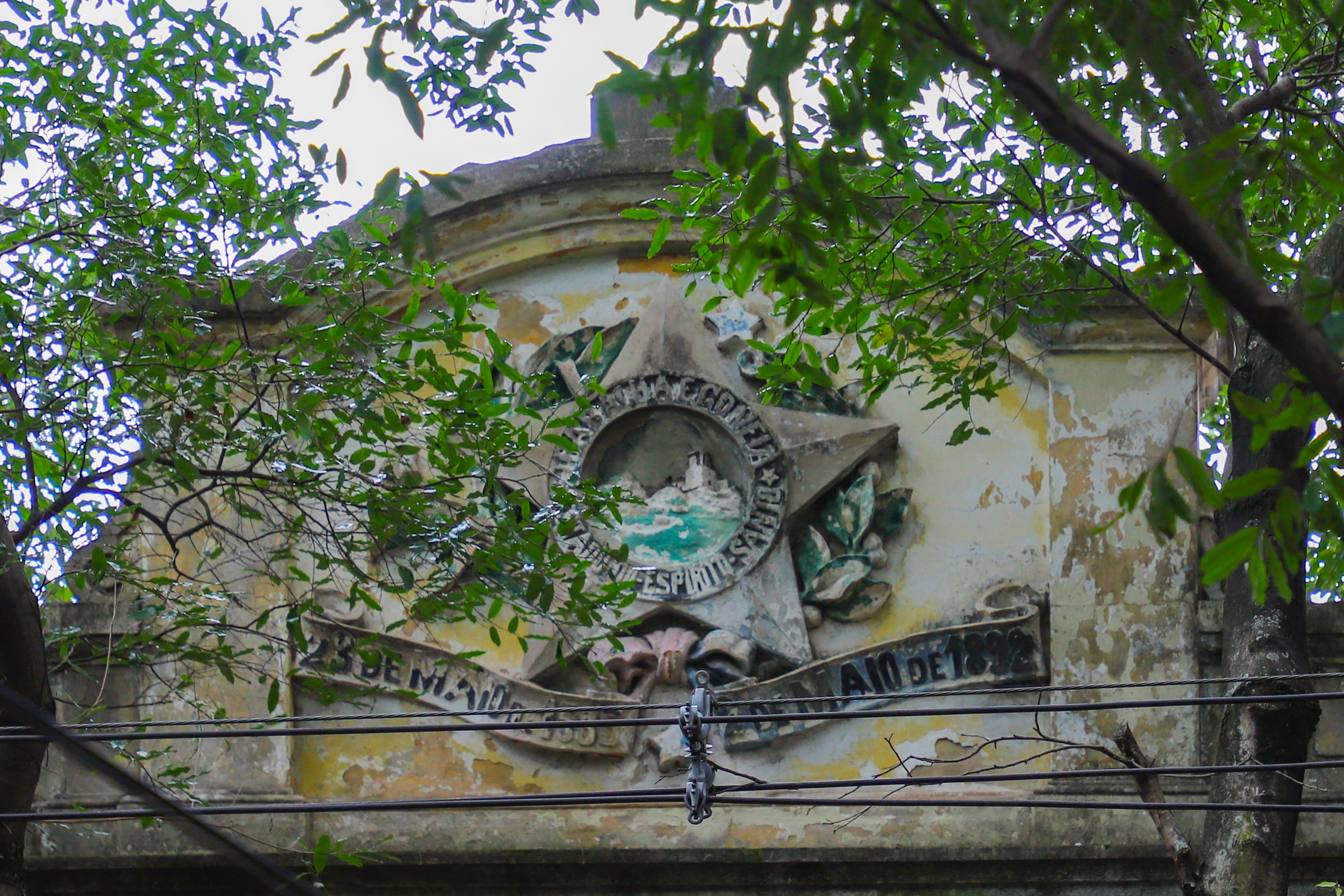
Frontispício.

Localizado também próximo ao Palácio Domingos Martins, à Escola Maria Ortiz e ao Palácio da Justiça, demais edificações históricas da capital preservadas até os dias atuais.
No ano de 2008, todo o acervo do Arquivo Público do Estado do Espírito Santo foi deslocado para um edifício situado na rua Sete de Setembro, ainda do Centro Histórico de Vitória. No momento atual o antigo prédio encontra-se vazio e sem uso.